# معرسة الخان
معرسة الخان  قرية سوريّة تتبع إداريّاً لمحافظة حلب منطقة أعزاز ناحية نبل، بلغ تعداد سكانها 802 نسمة حسب التعداد السكاني لعام 2004.